# Єлгай
Єлга́й (рос. Елгай) — село у складі Кожевниковського району Томської області, Росія. Входить до складу Староювалинського сільського поселення.

## Населення
Населення — 423 особи (2010; 490 у 2002).
Національний склад (станом на 2002 рік):
- росіяни — 90 %